# I papaveri
I papaveri (Les Coquelicots) è un dipinto del pittore francese Claude Monet, realizzato nel 1873 e conservato al Musée d'Orsay di Parigi.

## Descrizione

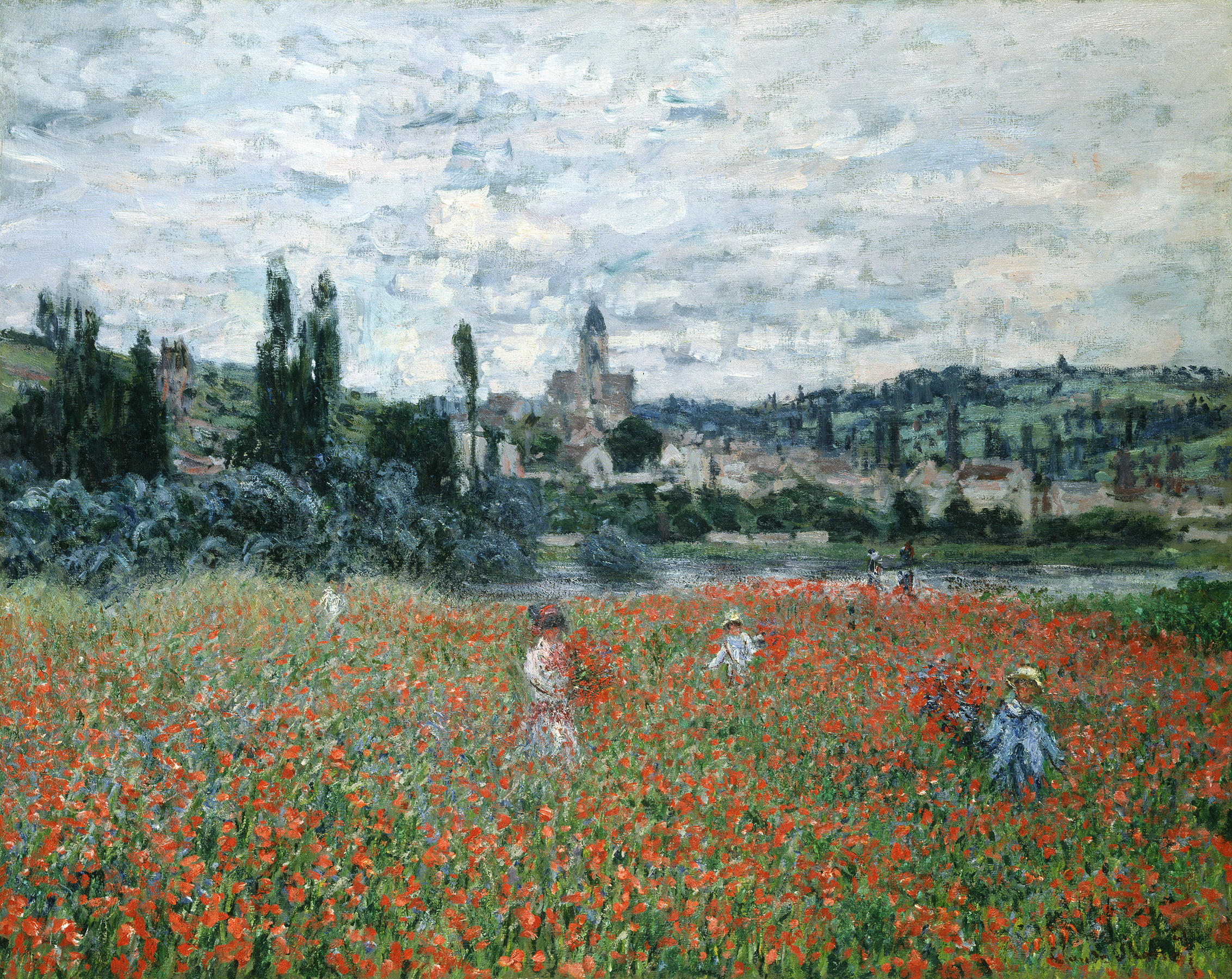
Claude Monet, Campi di papaveri a Vétheuil (1879 circa); olio su tela, 73×92 cm, fondazione E.G. Bührle, Zurigo

La datazione dell'opera è ascrivibile al 1873, anno in cui Monet si trasferì ad Argenteuil, borgo sulle rive della Senna destinato a diventare per via della sua ricchezza di paesaggi luminosi il laboratorio all'aperto preferito degli impressionisti. Esposta per la prima nel 1874, in occasione della prima mostra impressionista svoltasi nei locali del fotografo Nadar, la tela è oggi una delle più celebri di Monet e dell'Impressionismo in generale.
Quest'opera evoca la grazia campestre di una passeggiata in mezzo ai campi dell'Île-de-France sotto il sole sudato di un pomeriggio estivo. Monet utilizza il rosso intenso e sfavillante dei papaveri, con cui punteggia a tratti il prato, per innalzare la brillantezza complessiva della gamma cromatica, ravvivata anche dal verde azzurrato che tinge i ciuffi d'erba accarezzati dal vento. Immerse nella costellazione di papaveri, sulla sommità della collina, troviamo poi due figure, mentre in basso vi sono Camille - moglie dell'artista - e il figliolo Jean che si avvicinano verso lo spettatore, creando un senso di movimento lungo il sentiero in discesa. L'effetto globale del dipinto, d'altronde, si avvale dalla spazialità immensa del campo, la quale è solo apparente (essendo quello composto da zone tonali piatte) e dall'assoluta inconsistenza delle pennellate, finalizzate a restituire l'impressione pura dei papaveri (descritti, non a caso, da picchettature di enorme formato) e ad evocare vibranti effetti di luminosità cromatica.
La ritmica colorata intessuta dai papaveri, poi, si diluisce armoniosamente con le altre zone percettive dell'opera. L'intonazione generale è molto delicata, grazie soprattutto alla pittura a olio su tela che dona al quadro morbidezza e delicatezza facendone risaltare i colori a pastello tenui e delicati. Nell'opera, poi, non vi è alcuna traccia di disegno preparatorio e dunque il colore è depositato direttamente sulla tela, con pennellate rapide e veloci: ciò malgrado l'intera composizione poggia su una massiccia strutturazione obliqua, delineata come già detto dalle figure discendenti dalla collina, e dalla direttrice orizzontale sullo sfondo che, seguendo la cortina di alberi, divide la parte inferiore dell'opera, in cui spiccano cromature più intense del campo di papaveri, da quella superiore, dove si espande un cielo quasi completamente velato da grandi nuvole bianche sfilacciate dalla brezza leggera.